# Winsley
Winsley – wieś w Anglii, w hrabstwie Wiltshire. Leży 46 km na północny zachód od miasta Salisbury i 151 km na zachód od Londynu. W 2001 miejscowość liczyła 2001 mieszkańców.